# Val Fonteyne
Valere Ronald Fonteyne (Wetaskiwin, 2 dicembre 1933) è un ex hockeista su ghiaccio canadese che nel corso della carriera ha giocato in National Hockey League e in World Hockey Association, noto per essere stato uno dei giocatori più corretti nella storia dell'hockey.

## Carriera
Fonteyne iniziò a giocare a livello giovanile disputando tre stagioni con i Medicine Hat Tigers nella WCJHL. Dopo una prima esperienza fra i professionisti nella OSHL nelle tre stagioni successive trovò spazio da titolare con i Seattle Americans in Western Hockey League, mentre nella stagione 1958-59 vinse la Lester Patrick Cup con i Totems dopo aver segnato ben 81 punti in 64 partite di stagione regolare.
Nel 1959 le sue prestazioni positive attirarono l'attenzione dei Detroit Red Wings, squadra con cui fece il proprio esordio in National Hockey League nella stagione 1959-60. Nonostante non fosse un giocatore molto prolifico Fonteyne iniziò subito a distinguersi per la sua correttezza sul ghiaccio, non superando mai i 4 minuti di penalità in un'intera stagione regolare.
Dopo una stagione e mezza trascorsa con i New York Rangers Fonteyne nel febbraio del 1965 ritornò a Detroit. La sua seconda esperienza con i Red Wings fu meno fortunata della prima e Fonteyne dovette giocare anche in American Hockey League con il farm team dei Pittsburgh Hornets, vincitori della Calder Cup nel 1967. Nel corso delle stagioni con i Red Wings Fonteyne giocò tre finali di Stanley Cup senza però riuscire a vincere il titolo.
Proprio quell'anno dopo essere rimasto senza contratto Fonteyne fu scelto durante l'NHL Expansion Draft dai Pittsburgh Penguins, una delle sei nuove franchigie iscritte alla National Hockey League che andò proprio a prendere il posto degli Hornets. Con i Penguins ritrovò subito il ruolo di titolare, e per tre volte riuscì a concludere la stagione regolare senza mai subire una penalità. Nonostante le sue statistiche non riuscì mai a vincere il Lady Byng Memorial Trophy, premio per il giocatore di talento più corretto della NHL.
Dopo cinque anni trascorsi a Pittsburgh Fonteyne fece ritorno in Canada e si trasferì nella neonata World Hockey Association, lega concorrente della NHL.  Giocò per altri due anni con gli Edmonton Oilers fino al suo ritiro avvenuto nel 1974, dopo aver giocato 1.033 partite fra NHL e WHA con soli 38 minuti di penalità totali.

## Palmarès

### Club
- Lester Patrick Cup: 1

Seattle Totems: 1958-1959
- Calder Cup: 1

Pittsburgh Hornets: 1966-1967

### Individuale
- WHL Coast Division First All-Star Team: 2

1957-1958, 1958-1959